# Экономическая теория благосостояния (книга)
«Экономическая теория благосостояния» (англ. The Economics of Welfare, 1920) — трактат английского экономиста Артура Сесила Пигу.

## Содержание
Книга включает 4 части (66 глав): I. Благосостояние и национальный доход (11); II. Размер национального дохода и распределение ресурсов среди различных типов использования (22); III. Национальный доход и труд (20); Распределение национального дохода (13); а также 3 приложения.

## Идеи
По мнению ученого, размер национального дохода зависит от ряда факторов: размеров ресурсов и капитала, особенностей народа, деятельности правительства и внешней торговли. Благосостояния для большинства населения можно достичь путём более равномерного распределения доходов, которого можно добиться при помощи государственного вмешательства, прогрессивного налогообложения, бюджетно-налоговой политики и дотирования государством некоторых отраслей экономики. В то же время, нерациональное вмешательство государства в экономику также может приводить к нарушениям баланса интересов частного капитала, государства и трудоспособного населения, падению его доходов. 

## Переводы
Трактат издан на русском языке в 1985 году издательством «Прогресс» (Москва) в 2 томах.